# Indywidualne Mistrzostwa Szwecji na Żużlu 2008
Indywidualne Mistrzostwa Szwecji na Żużlu 2008 – cykl turniejów żużlowych, mających wyłonić najlepszych żużlowców szwedzkich. Tytuł wywalczył Magnus Zetterström (Indianerna Kumla).

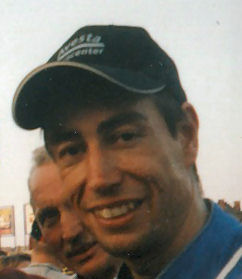
Magnus Zetterström – mistrz Szwecji 2008

## Finał
- Avesta, 9 sierpnia 2008

| Msc. | Zawodnik              | Klub                | Pkt |           |  |
| ---- | --------------------- | ------------------- | --- | --------- |  |
| 1    | Magnus Zetterström    | Indianerna Kumla    | 10  | (3,3,1,3) |  |
| 2    | Jonas Davidsson       | Smederna Eskilstuna | 9   | (1,3,2,3) |  |
| 3    | Tomas H. Jonasson     | VMS Elit Vetlanda   | 9   | (2,2,3,2) |  |
| 4    | Mikael Max            | Piraterna Motala    | 8   | (2,3,3,0) |  |
| 5    | Peter Karlsson        | Dackarna Målilla    | 8   | (2,1,2,3) |  |
| 6    | Sebastian Aldén       | Masarna Avesta      | 8   | (1,2,2,3) |  |
| 7    | Billy Forsberg        | Västervik Speedway  | 7   | (3,1,3,0) |  |
| 8    | Andreas Jonsson       | Dackarna Målilla    | 7   | (3,3,1,-) |  |
| 9    | Fredrik Lindgren      | Dackarna Målilla    | 7   | (1,2,3,1) |  |
| 10   | Peter Ljung           | VMS Elit Vetlanda   | 6   | (0,2,2,2) |  |
| 11   | Freddie Eriksson      | Griparna Nyköping   | 5   | (2,1,0,2) |  |
| 12   | Antonio Lindbäck      | Vargarna Norrköping | 4   | (3,0,1,w) |  |
| 13   | Niklas Klingberg      | Örnarna Mariestad   | 3   | (1,0,0,2) |  |
| 14   | Magnus Karlsson       | Valsarna Hagfors    | 2   | (0,0,1,1) |  |
| 15   | Simon Gustafsson      | Indianerna Kumla    | 1   | (0,0,0,1) |  |
| 16   | David Ruud            | Lejonen Gislaved    | 1   | (0,1,0,0) |  |
|      | rez. Linus Eklöf      | Smederna Eskilstuna | 1   | (1)       |  |
|      | rez. Daniel Davidsson | Valsarna Hagfors    | 0   | (0)       |  |

Uwaga: Zawody przerwano po czterech seriach, ze względu na zły stan toru.
Bieg po biegu:
1. Lindbäck, Max, Lindgren, Ruud
2. Forsberg, Eriksson, Klingberg, Ljung
3. Zetterström, P.Karlsson, Davidsson, Gustafsson
4. Jonsson, Jonasson, Aldén, M.Karlsson
5. Davidsson, Aldén, Forsberg, Lindbäck
6. Zetterström, Ljung, Ruud, M.Karlsson
7. Jonsson, Lindgren, Eriksson, Gustafsson
8. Max, Jonasson, P.Karlsson, Klingberg
9. Jonasson, Ljung, Lindbäck, Gustafsson
10. Forsberg, P.Karlsson, Jonsson, Ruud
11. Lindgren, Davidsson, M.Karlsson, Klingberg
12. Max, Aldén, Zetterström, Eriksson
13. P.Karlsson, Eriksson, M.Karlsson, Lindbäck (w)
14. Aldén, Klingberg, Gustafsson, Ruud
15. Zetterström, Jonasson, Lindgren, Forsberg
16. Davidsson, Ljung, Eklöf, Max